# Melanio Olmedo
Melanio Olmedo (ur. 19 stycznia 1932 w Asunción, zm. 4 lutego 2012 w Minga Guazú) – piłkarz paragwajski, obrońca.
Jako piłkarz klubu Club Sol de América wziął udział w turnieju Copa América 1953, gdzie Paragwaj zdobył tytuł mistrza Ameryki Południowej. Olmedo zagrał w czterech meczach - z Urugwajem, Boliwią, Brazylią i w decydującym o mistrzowskim tytule barażu z Brazylią.
Następnie wziął udział w turnieju Copa América 1955, gdzie Paragwaj zajął przedostatnie, piąte miejsce. Olmedo zagrał tylko w meczu z Peru, gdzie wszedł na boisko za Ivóna Poissona.
Wkrótce po nieudanym turnieju kontynentalnym Olmedo przeniósł się z klubu Sol de América do Hiszpanii, gdzie w latach 1955–1956 rozegrał 3 mecze klubie CF Barcelona.